# نینگ‌شیا
نینگ‌شیا با نام رسمی منطقه خودمختار هوئی نینگ‌شیا نام استانی خودمختار در حوضه بالایی رود زرد و در شمال‌غرب چین است و شهر یینچوان مرکز این استان است. استان نینگ‌شیا در گذشته گذرگاه مهم بازرگانی شرق به غرب بوده و به عنوان یک منطقه مهم در مسیر رودخانه زرد در تاریخ دارای فرهنگ و تمدن کهن می‌باشد. این استان تنها شست و شش هزار کیلومتر مربع مساحت دارد که یکی از کوچکترین استانهای چین است.
این استان در ابتدا در سال ۱۹۵۴ میلادی در استان گانسو ادغام شد ولی پس از آن در سال ۱۹۵۸ میلادی به عنوان منطقه‌ای خودمختار تحت رهبری مردمان هوئی شناخته شد. این استان اکنون با استان‌های شاآنشی در شرق، گانسو در جنوب و غرب و مغولستان داخلی در شمال هم‌مرز است.

## تاریخ
این استان به همراه مناطق اطراف آن در قرن سوم پیش از میلاد قسمتی از دودمان چین بوده است. همچنین در طی سالیان، دودمان هان و دودمان تانگ شهرهایی را در این منطقه بنا کردند. در قرن یازدهم میلادی مردمان تانگوت امپراتوری شیای غربی را در این منطقه بنا کردند که وسعت این امپراتوری تقریباً هم‌اندازه وسعت این استان بود؛ اما چنگیزخان در اوایل قرن سیزدهم با تسخیر این منطقه، آن را تحت فرمانروایی مغولان درآورد. بعدها گروهی از ترکان نیز از غرب به این منطقه کوچیدند. این ناحیه همچنین یکی از قطب‌های شورش دانگان در چین بود.

## آب و هوا و جغرافیای طبیعی
اکوسیستم موجود در نینگ‌شیا یکی از یگانه اکوسیستم‌هایی در دنیاست که مورد بررسی و مطالعه دقیق قرار گرفته است.
آب‌وهوای این منطقه نسبتاً خشک و نیمه بیابانی است و میانگین بارش سالانه ۲۰۰ تا ۶۰۰ میلی‌متر گواهی بر این مدعاست.
زمین‌لرزه های‌یوان (۱۹۲۰ میلادی) موجب رخ دادن یک سری زمین‌لغزش در نینگ‌شیا شد که به سبب آن‌ها بیش از ۲۰۰٬۰۰۰ تن جان باختند. به سبب این زمین‌لغزش‌ها همچنین بیش از ۴۰ دریاچه جدید پدیدار شد.
دمای هوا در این منطقه به طور میانگین ۱۷ تا ۲۷ درجه سلسیوس در تابستان و -۷ تا -۱۵ درجه سلسیوس در زمستان است. همچنین بیشینه دما و کمینه دمای ثبت شده در زمستان و تابستان به ترتیب ۳۹ و -۳۰ درجه سلسیوس گزارش شده است.

## ردپای خلافت عباسی
مردمان مسلمان نینگ‌شیا از فرزندان سربازان عباسیان شمرده می شوند که (در کمک به امپراطوری تانگ) پس از بازپس گیری چانگ‌آن در این سرزمین ساکن شدند.

## راه‌های ارتباطی

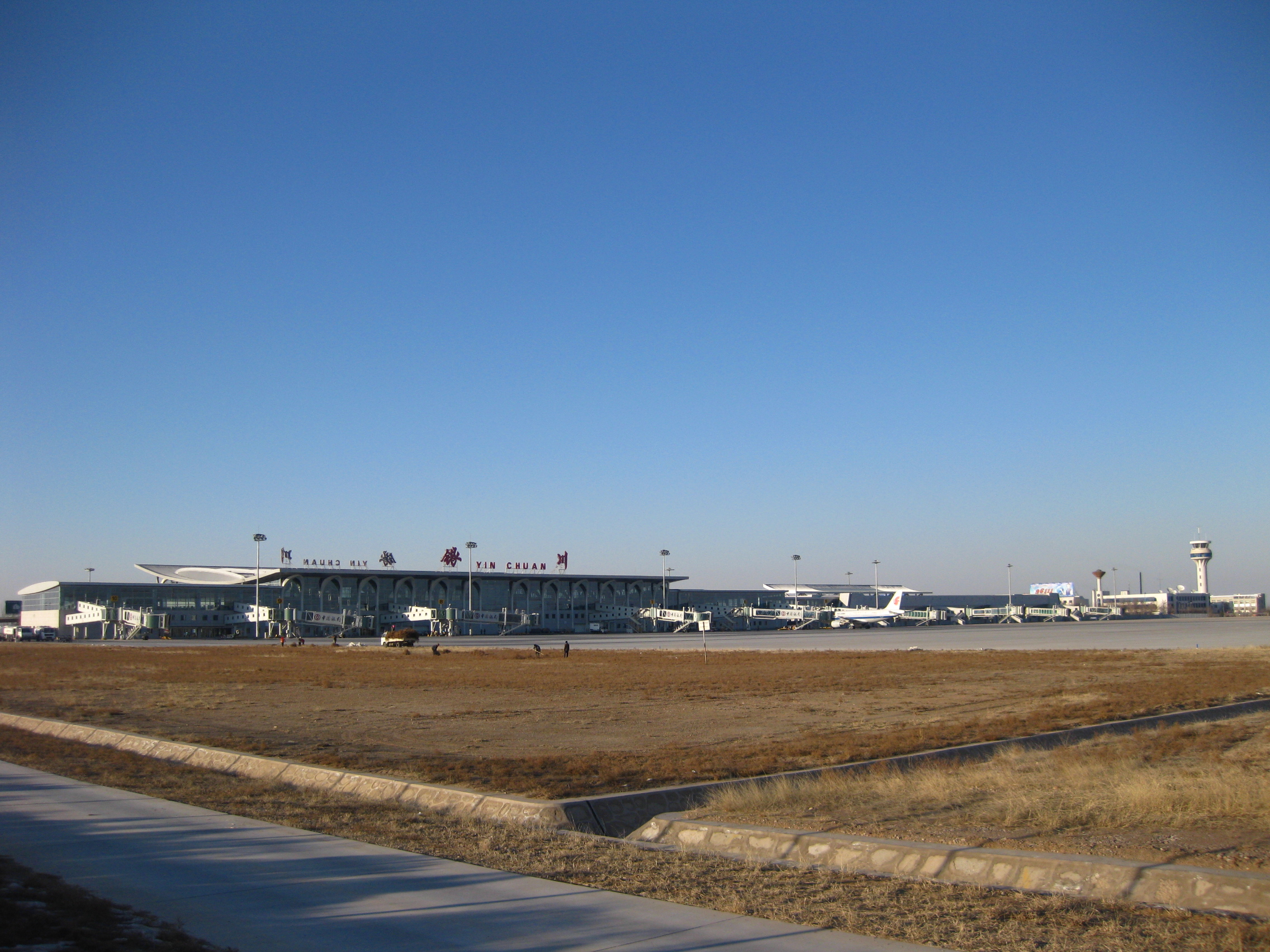
فرودگاه یینچوان هیدونگ

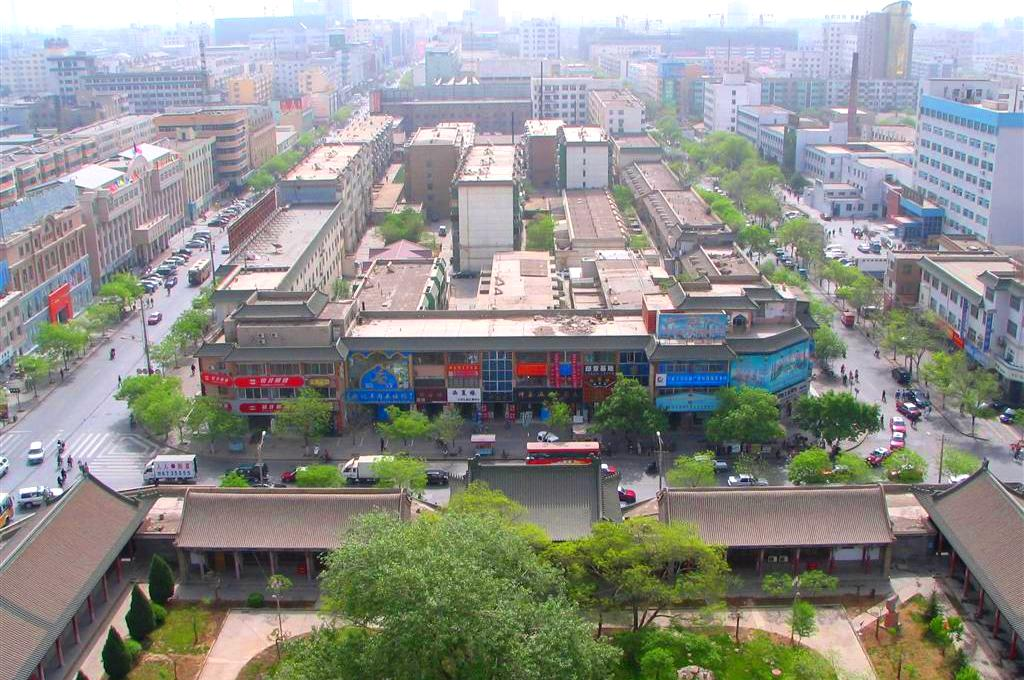
تصویر هوایی یین چوان.

هوایی
- فرودگاه ووهای
- فرودگاه لیوپانشان گویان
- فرودگاه یینچوان هیدونگ

جاده‌ای
- بزرگ‌راه ملی چین ۱۰۹
- بزرگ‌راه ملی چین ۱۱۰
- بزرگ‌راه ملی چین ۲۱۱
- بزرگ‌راه ملی چین ۳۰۷
- بزرگ‌راه ملی چین ۳۰۹
- بزرگ‌راه ملی چین ۳۱۲

راه‌آهن
- راه‌آهن باتو-لانژو
- راه‌آهن بائوژانگ

## دین
بسیاری از مردم نینگ‌شیا مسلمان و عدهٔ کمی نیز مسیحی اند. پیروان بودیسم و تائوئیسم در این استان بسیار اندک اند.
در این منطقه درگیری‌های دینی بسیاری چون شورش دانگان رخ داده است.

## زبان و نژاد
با این که این استان منطقه‌ای خودمختار تحت رهبری مردمان هوئی است، بیش‌تر مردمان آن همچون سایر مناطق کشور چین از نژاد هان هستند و نژاد هوئی تنها یک سوم جمعیت را در این استان داراست. همچنین نژادهای منچو، تبتی و مغولی از اقلیت‌های نژادی این استان اند.
زبان اصلی مردمان نینگ‌شیا ماندارین است و زبان‌های تبتی و مغولی نیز در اقلیت اند.

## پیوند به بیرون

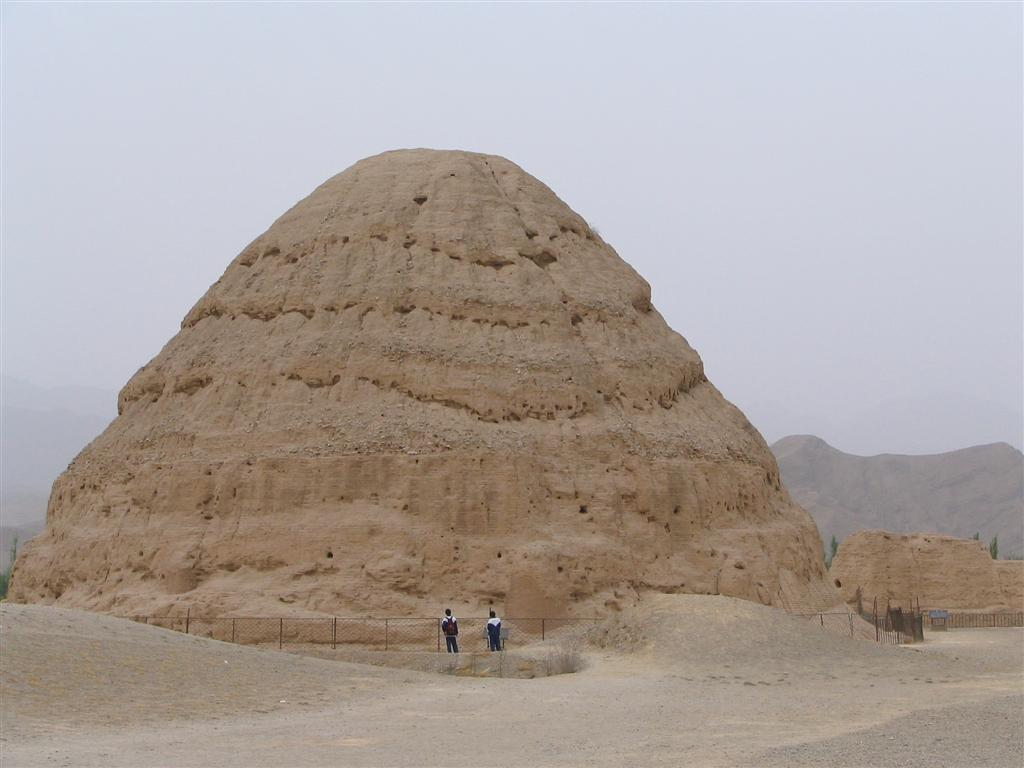
مقبره‌ای بر جای مانده از شیای غربی